# Julien Kialunda
Julien Kialunda (Matadi, 24 april 1940 - Antwerpen, 14 september 1987) was een Congolese voetballer. Hij speelde onder meer voor RSC Anderlecht en Royale Union Saint-Gilloise. Er kan discussie bestaan over de familienaam aangezien de persoon in kwestie zelf niet wist wat z'n echte achternaam was. Zo bestond er twijfel of het nu Kialunda of Kaliunda was. De meest gebruikte naam is Kialunda.

## Biografie
Julien "Jules" Kialunda werd geboren op 24 april 1940 in Matadi. In die periode behoorde Matadi nog tot Belgisch-Kongo. Op jonge leeftijd sloot Kialunda, een struise verdediger, zich aan bij Daring Léo. Dat was een club uit Leopoldstad, nu beter bekend als Kinshasa. In 1960 maakte hij de voor die tijd nog niet zo evidente overstap naar Europa. Hij kwam terecht in Brussel, waar hij ging voetballen voor Royale Union Saint-Gilloise.
Union speelde tijdens het seizoen 1960-'61 in de Eerste Klasse. Op het einde van het seizoen 1963-'64 degradeerde de club. Een jaar later volgde er voor Kialunda een transfer naar RSC Anderlecht dat toen regerend kampioen was.
In de verdediging vormde hij een sterke as met spelers zoals Laurent Verbiest, Pierre Hanon, Jean Cornelis en Georges Heylens. Tot 1970 bleef Kialunda een vaste waarde centraal in de defensie. Daarna kwam hij heel wat minder vaak aan spelen toe. Een heel nieuwe generatie nam de macht over. In de achterhoede moesten de toppers uit de jaren 60 hun plaats afstaan aan spelers zoals Hugo Broos, Gilbert Van Binst en Jos Volders. Bovendien werd in die periode de relatie tussen Kialunda en de club er niet beter op.
In 1973 verliet Kialunda de club definitief. Verzorger Fernand Beeckman raadde Kialunda aan om met Jacques Maricq te gaan praten. Maricq was op dat moment voorzitter van Royale Leopold FC Bruxelles. Verscheidene clubs wilden Kialunda overkopen, maar Anderlecht vroeg 18 miljoen Belgische frank (zo'n €450.000) voor de Congolees. Kialunda gunde Anderlecht dat grote geld niet en wilde gratis vertrekken. Maricq legde hem uit dat Royale Leopold FC Bruxelles geen 18 miljoen Belgische frank kon betalen. Kialunda vond dat niet erg en stapte over naar Royale Leopold FC Bruxelles zonder dat voorzitter Maricq een transfersom betaalde. Kialunda speelde nog enkele jaren voetbal en werd dan speler-trainer.
Kialunda had ook een café in Matonge, een wijk in Brussel. Hij werd ook nog even bondscoach van Zaïre, het vroegere Congo. Op 14 september 1987 overleed Kialunda, aan de gevolgen van aids. Hij was speciaal teruggekeerd naar België om daar te sterven.

## Palmares

### Speler

#### Union Sint-Gillis
- Tweede Klasse: 1963-64

RSC Anderlecht
- Eerste Klasse: 1965–66, 1966–67, 1967–68, 1971-72
- Beker van België: 1971-72. 1972-73
- Ligabeker: 1973
- Beker der Jaarbeurssteden finalist: 1969–70